# 19. březen
19. březen je 78. den roku podle gregoriánského kalendáře (79. v přestupném roce). Do konce roku zbývá 287 dní. Svátek slaví Josef a Josefa.

## Události

### Česko
- 1379 – Jan z Jenštejna byl jmenován třetím pražským arcibiskupem.
- 1454 – Stavové znovu zvolili Jiřího z Poděbrad zemským správcem na další tři roky.
- 1586 – V Českém Krumlově byl položen základní kámen jezuitské koleji.
- 1729 – Jan Nepomucký byl prohlášen za svatého.
- 1896 – Společnost Elektrická dráha Praha–Libeň–Vysočany zahájila provoz elektrické tramvaje.
- 1919 – Kopřivnická vozovka začíná pro své automobily používat název Tatra, podnik sám si zatím zachovává původní název.
- 1920 – Československý parlament přijal nový branný zákon, kdy branná povinnost pro muže od dvaceti do padesáti let byla snížena na čtrnáct měsíců.
- 1926 – Spisovatel Karel Čapek pořádal pravidelné schůzku tzv. pátečníků u něj ve vile, kde se scházela intelektuální špička pražského kulturního života. Dnes se k nim přidali Nezval a Masaryk.
- 2007 – Železniční nehoda u Vraňan

### Svět
- 721 př. n. l. – První zaznamenaný měsíční cyklus v Babylónu
- 1227 – Hrabě Ugolino ze Segny je zvolen 178. papežem Řehořem IX.
- 1279 – Vítězství Mongolů v námořní bitvě u Jiangmenu ukončilo vládu dynastie Song v Číně.
- 1452 – Král Fridrich III. Habsburský je posledním římským císařem korunovaným podle středověké tradice papežem v Římě
- 1524 – Italský mořeplavec Giovanni da Verrazzano ve službách francouzského krále Františka I. Francouzského zahlédl zem kolem souostroví Karolíny
- 1540 – Holandský soud označil amsterdamského šerifa Johna Hubrechtsze za kacíře
- 1563 – Mírová smlouva z Amboise garantuje limitovaná práva Hugenotům, čímž ukončila první fázi francouzských náboženských válek.
- 1571 – Španělské vojsko okupuje Manilu na Filipínách
- 1628 – Angličané založili v Novém světě kolonii Massachusetts
- 1641 – Nejvyšší soud kolonie Rhode Island adoptoval novu ústavu, zaručující náboženskou svobodu všem občanům
- 1644 – 200 příslušníků pekingské císařské rodiny a členů dvora spáchalo sebevraždu
- 1649 – Anglická Dolní sněmovna odsouhlasila zákon, rušící Sněmovnu lordů o které prohlásila "že je zbytečná a nebezpečná lidu Anglie"
- 1682 – Národní koncil v Paříži uznal nezávislost francouzské církve
- 1790 – Pozdější rakouský císař František I. se podruhé oženil s Marií Terezou Neapolsko-Sicilskou.
- 1823 – Mexický císař Agustín I. je nucen vzdát se trůnu. Mexiko se tak stává republikou.
- 1831 – Někdy v noci z 19. na 20. března byla vykradena Citibank v New Yorku, ukradeno bylo 245 tisíc dolarů.
- 1915 – Byla poprvé fotografována planeta Pluto, později označená za tzv. plutoid.
- 1944 – Nacistické jednotky obsadily Maďarsko.
- 1945 – Kamikaze napadla USS Franklin, kolem 800 mrtvých.
- 1945 – Adolf Hitler vydal tzv. Neronův rozkaz, který nařizoval totální zničení veškerého německého průmyslu.
- 1969 – Britové intervenovali na ostrově Anguilla.
- 1977 – Francie učinila jaderný test.
- 2007 – V sibiřském kamenouhelném dolu Uljanovskaja, otevřeném v roce 2002, došlo v hloubce 270 metrů k výbuchu metanu. Více než 100 lidí přišlo o život. Šlo o největší důlní neštěstí v Rusku za posledních deset let.
- 2016 – Při pokusu o přistání na letišti v Rostově na Donu havaroval let Flydubai 981. Neštěstí si vyžádalo životy všech 62 osob na palubě.

## Narození

### Česko

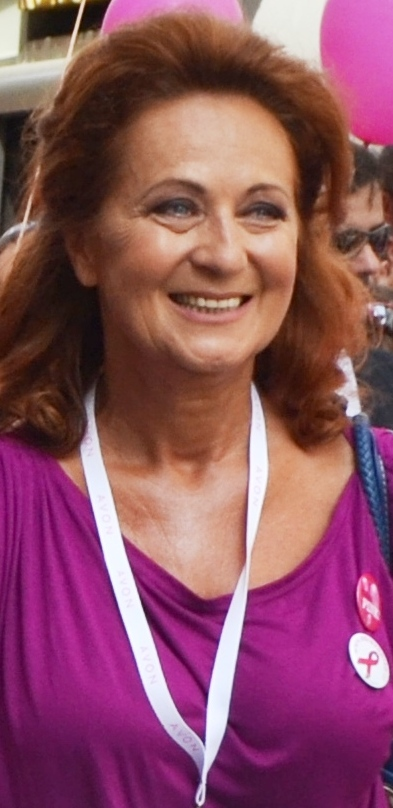
Simona Stašová (* 1955)

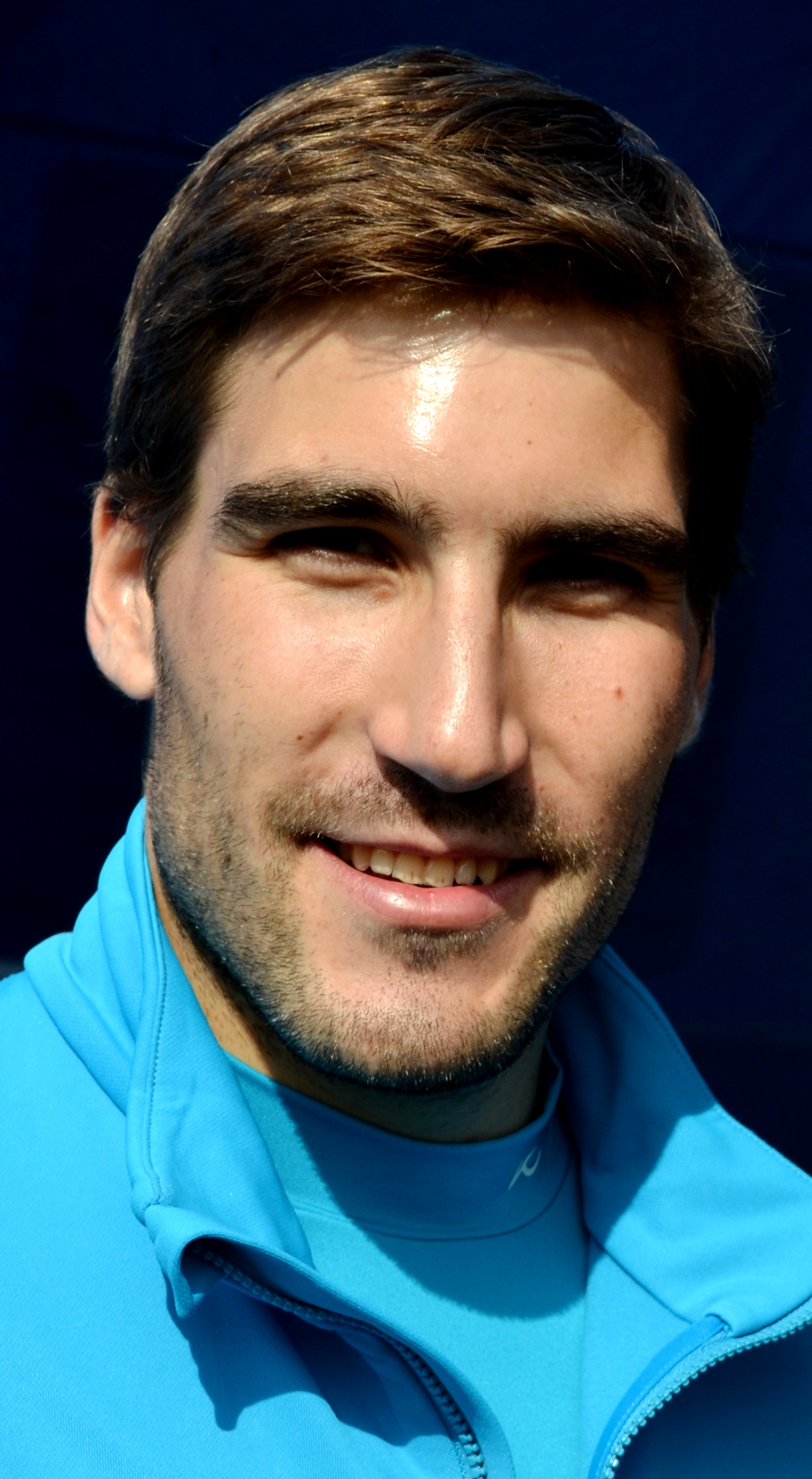
David Svoboda (* 1985)

- 1770 – Šebestián Hněvkovský, básník a národní buditel († 7. června 1847)
- 1837 – Josef Heinrich, poslanec Českého zemského sněmu a Říšské rady († 27. října 1908)
- 1841 – Josef Kapucián, lidový řezbář († 21. listopadu 1908)
- 1845 – Kleméňa Hanušová, česká učitelka tělocviku († 7. října 1918)
- 1859 – Zikmund Reach, knihkupec, filatelista, sběratel fotografií a fotograf († 1. prosince 1935)
- 1876 – Bohumila Bloudilová, česká fotografka († 11. srpna 1946)
- 1878 – Heřman Tausik, československý politik († 10. února 1961)
- 1889 – Josef Kaplický, malíř, sochař a sklářský výtvarník († 1. února 1962)
- 1890
  - Josef Opitz, historik umění († 24. dubna 1963)
  - Josef Kylies, český malíř († 16. června 1946)
- 1891
  - Josef Blatný, hudební skladatel († 18. července 1980)
  - Josef Šíma, český malíř († 24. července 1971)
- 1893 – Jarmila Kröschlová, česká tanečnice a choreografka († 9. ledna 1983)
- 1894 – Jiří Langer, český básník, publicista a překladatel († 12. března 1943)
- 1899 – Josef Štainochr, malíř a hudebník († ?)
- 1907 – Jan Stallich, kameraman († 14. června 1973)
- 1916 – Emil Konečný, herec († 23. září 2005)
- 1920 – Josef Bierský, český výsadkář, Operace Wolfram († 19. října 1944)
- 1922 – Jiří Pistorius, literární historik a kritik († 15. března 2014)
- 1923 – Miloš Josef Pulec, představitel starokatolické církve, spisovatel († ? 1991)
- 1925 – Jaro Křivohlavý, český psycholog a spisovatel († 27. prosince 2014)
- 1927 – Josef Vodák, hudební skladatel, pedagog, varhaník a sbormistr († 13. prosince 2018)
- 1928 – Josef Karlík, herec († 30. října 2009)
- 1929 – Jan Burian, filolog a historik († 6. května 2011)
- 1931 – František Trnka, zemědělský odborník a politik († 20. června 2021)
- 1940 – Jan Kapras mladší, genetik, lékař, vysokoškolský učitel († 25. února 2001)
- 1949
  - Martin Syka, lékař a politik
  - Adolf Jílek, politik
- 1951
  - Josef Klíma, český investigativní novinář, spisovatel
  - Josef Rafaja, český varhaník
- 1955 – Simona Stašová, herečka
- 1957 – Jan Seidl, bubeník
- 1985
  - David Svoboda, moderní pětibojař, olympijský vítěz
  - Tomáš Svoboda, triatlonista
- 1987 – Michal Švec, fotbalový záložník
- 1990 – Nikola Muchová, hudebnice, skladatelka a textařka
- 1996 – Štěpán Krtička, herec

### Svět

David Livingstone (* 1813)

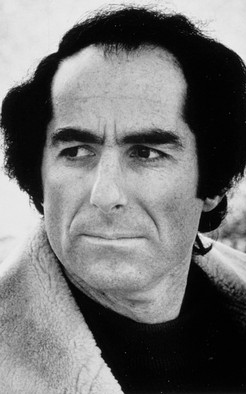
Philip Roth (* 1933)

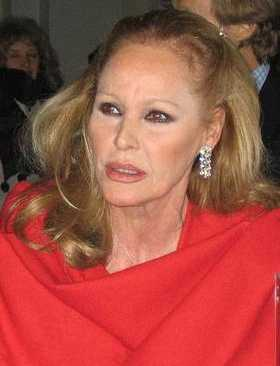
Ursula Andress (* 1936)

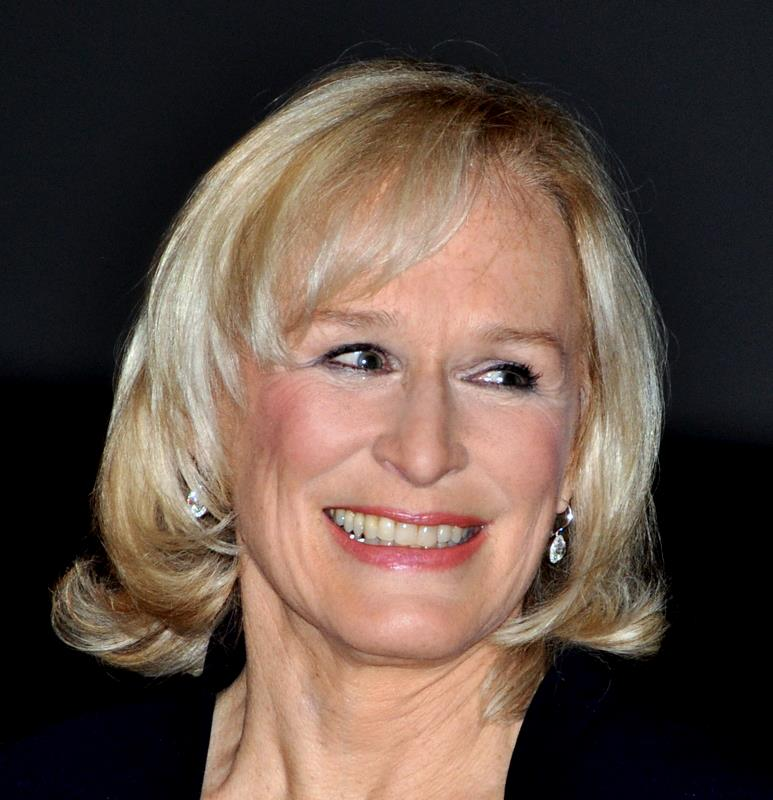
Glenn Close (* 1947)

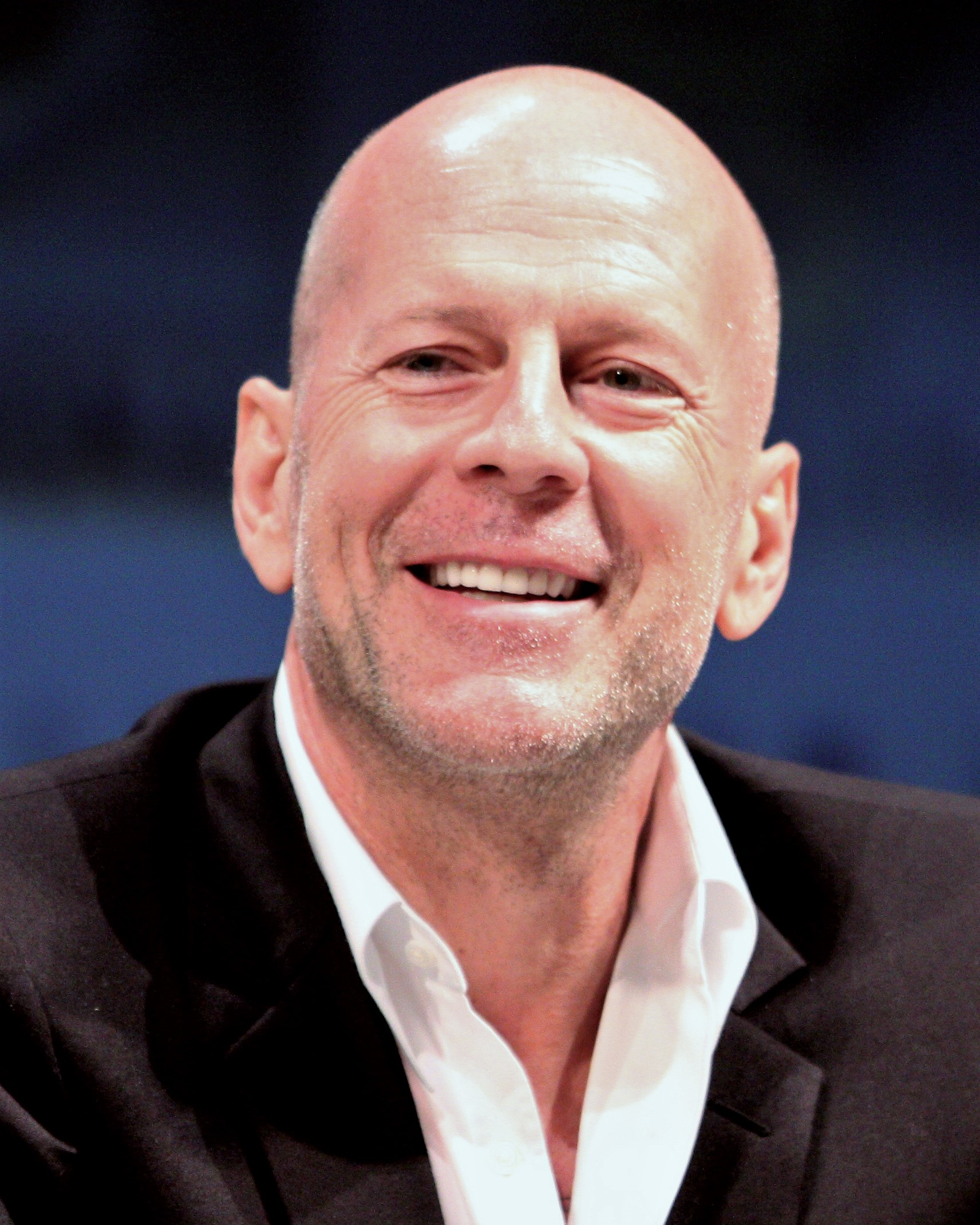
Bruce Willis (* 1955)

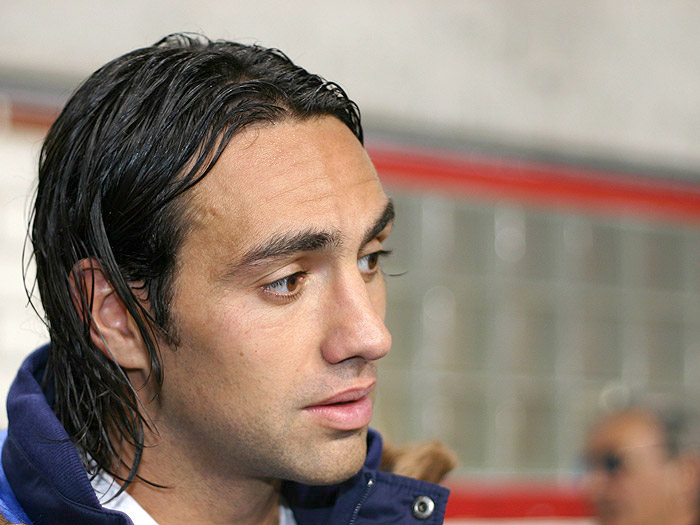
Alessandro Nesta (* 1976)

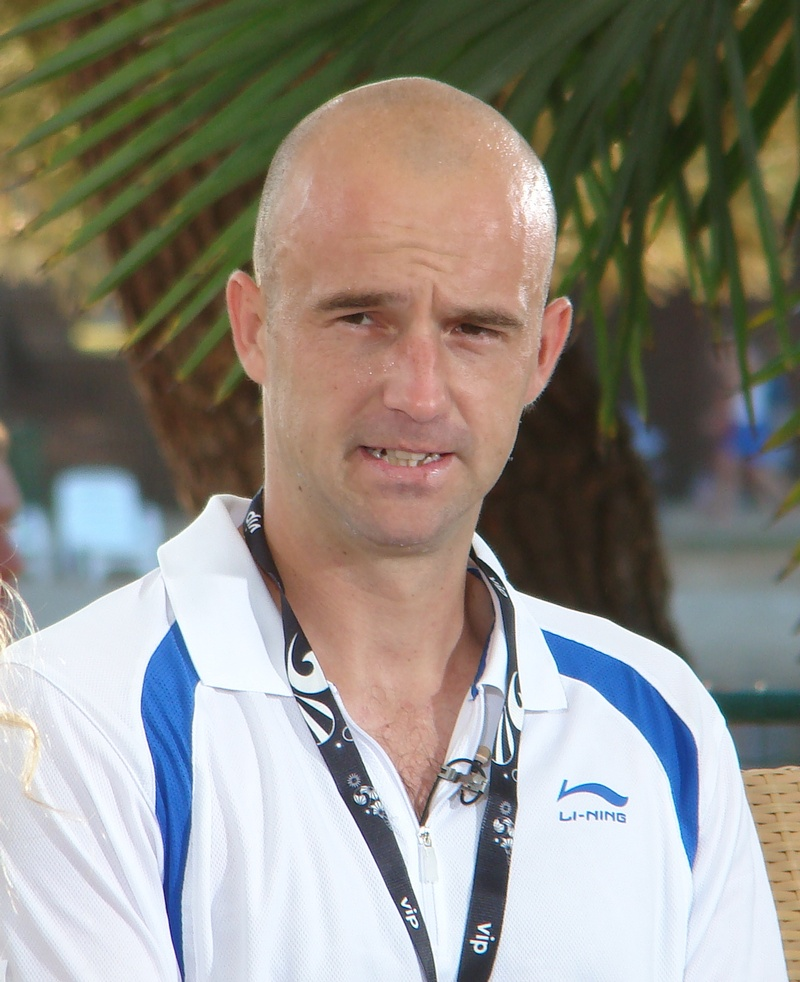
Ivan Ljubičić (* 1979)

- 1358 – Alžběta Lucemburská (1358–1373), rakouská vévodkyně, první manželka Habsburka Albrechta III. († 19. září 1373)
- 1534 – José de Anchieta, španělský kněz a světec († 9. června 1597)
- 1629 – Alexej I. Michajlovič, ruský car († 29. ledna 1676)
- 1655 – Giuseppe Zambeccari, italský lékař († 13. prosince 1728)
- 1668 – Francesco Gasparini, italský hudební skladatel († 22. března 1727)
- 1751 – Marie Josefa Habsbursko-Lotrinská, rakouská arcivévodkyně, dcera Marie Terezie († 15. října 1767)
- 1721 – Tobias Smollett, skotský spisovatel († 17. září 1771)
- 1725 – Johann Nepomuk Steiner, rakouský portrétista a malíř oltářních obrazů († 20. listopadu 1793)
- 1745 – Johann Peter Frank, německý lékař († 24. dubna 1821)
- 1749 – Luisa Anna Hannoverská, vnučka britského krále Jiřího II. († 13. května 1768)
- 1767 – François Régis de La Bourdonnaye, francouzský politik († 28. srpna 1839)
- 1787 – Friedrich Emanuel von Hurter, švýcarsko-rakouský historik († 27. srpna 1865)
- 1807 – Johann Nepomuk Hiedler, pradědeček Adolfa Hitlera († 17. září 1888)
- 1809 – Fredrik Pacius, finsko-německý hudební skladatel († 8. ledna 1891)
- 1813 – David Livingstone, skotský misionář, lékař a cestovatel († 1. května 1873)
- 1817 – Jozef Miloslav Hurban, slovenský spisovatel, novinář, politik a evangelický kněz († 21. února 1888)
- 1818 – Petar Preradović, chorvatský básník, panslavista a překladatel († 18. srpna 1872)
- 1821 – Richard Francis Burton, britský cestovatel, spisovatel, vědec a diplomat († 20. října 1890)
- 1823 – Adéla Augusta Bavorská, bavorská princezna, vévodkyně modenská († 28. října 1914)
- 1824 – William Allingham, irský spisovatel († 18. listopadu 1889)
- 1831 – Julius Anton Glaser, ministr spravedlnosti Předlitavska († 26. prosince 1885)
- 1832 – Ármin Vámbéry, uherský orientalista, jazykovědec a cestovatel († 15. září 1913)
- 1841 – Georg von Hauberrisser, německý architekt († 17. května 1922)
- 1848 – Wyatt Earp, americký šerif († 13. ledna 1929)
- 1849 – Alfred von Tirpitz, německý velkoadmirál († 6. března 1930)
- 1860 – William Jennings Bryan, ministr zahraničních věcí Spojených států amerických († 26. července 1925)
- 1863 – Matylda Saská, saská princezna († 27. března 1933)
- 1871 – Marie Vetserová, rakouská šlechtična, milenka korunního prince Rudolfa Habsburského († 30. ledna 1889)
- 1873 – Max Reger, německý varhaník, klavírista, skladatel a dirigent († 11. května 1916)
- 1876 – John Marshall, britský archeolog († 17. srpna 1958)
- 1882 – Aleksander Skrzyński, předseda vlády druhé Polské republiky († 25. září 1931)
- 1883
  - Joseph Stilwell, americký generál († 12. října 1946)
  - Walter Haworth, britský chemik, Nobelova cena za chemii († 19. března 1950)
- 1888
  - Josef Albers, americký malíř († 25. března 1976)
  - Perec Naftali, izraelský politik († 30. dubna 1961)
- 1889 – Manuel II. Portugalský, poslední král Portugalska († 2. července 1932)
- 1891 – Earl Warren, americký guvernér, předseda Nejvyššího soudu USA a ministr spravedlnosti Kalifornie († 9. července 1974)
- 1897 – Jozef Styk, slovenský politik († 28. srpna 1965)
- 1899 – Aksel Sandemose, norský spisovatel († 6. srpna 1965)
- 1904 – Veselin Misita, důstojník jugoslávské armády († 31. srpna 1941)
- 1905
  - Charles Delahay, kanadský hokejista († 17. března 1973)
  - Albert Speer, německý architekt a nacistický politik († 1. září 1981)
- 1906
  - Adolf Eichmann, německý nacistický funkcionář a válečný zločinec, jeden z hlavních organizátorů holocaustu. († 1. červen 1962)
  - Karol Šiška, slovenský chirurg a politik († 12. dubna 2000)
- 1910
  - Samuel Barber, americký hudební skladatel († 23. ledna 1981)
  - Kazimierz Wyka, literární historik, kritik a politik († 19. ledna 1975)
- 1912 – Adolf Galland, velitel německých stíhacích sil († 9. února 1996)
- 1913 – Rudolf Pribiš, slovenský sochař († 3. července 1984)
- 1919
  - Peter Abrahams, jihoafrický spisovatel († 18. ledna 2017)
  - Lennie Tristano, americký jazzový pianista a skladatel († 18. listopadu 1978)
- 1921 – Joseph-Marie Trịnh Văn Căn, vietnamský kardinál († 18. května 1990)
- 1922
  - Lidija Selichovová, sovětská rychlobruslařka († 7. února 2003)
  - Hiró Onoda, nejdéle se skrývající japonský voják († 16. ledna 2014)
  - FrancEyE, americká básnířka († 2. června 2009)
- 1928
  - Hans Küng, švýcarský teolog
  - Josef Zumr, filozof, historik, literární vědec a překladatel
- 1931 – Emma Andijevská, ukrajinská básnířka spisovatelka a malířka
- 1933 – Philip Roth, americký spisovatel († 22. května 2018)
- 1936
  - Ursula Andress, americká herečka
  - Vladislav Müller, slovenský herec († 20. června 1996)
- 1937 – Clarence Henry, americký rhythm and bluesový zpěvák.
- 1943
  - Mario J. Molina, mexický chemik, Nobelova cena 1995 († 7. října 2020)
  - Mario Monti, předseda vlády Italské republiky
- 1944
  - Tom Constanten, americký klávesista
  - Sirhan Bishara Sirhan, vrah Roberta Kennedyho
- 1945 – Jozef Moravčík, předseda vlády Slovenska
- 1946
  - Keith Ellis, britský baskytarista, člen Van der Graaf Generator († 12. prosince 1978)
  - Beno Budar, lužickosrbský spisovatel, překladatel († 8. října 2023)
- 1947
  - Glenn Close, americká herečka
  - Marinho Peres, brazilský fotbalista († 18. září 2023)
- 1949 – Valerij Leonťjev, ruský popový zpěvák
- 1950 – James Redfield, americký spisovatel, lektor, scenárista
- 1952
  - Wolfgang Ambros, rakouský skladatel a poprockový zpěvák
  - Harvey Weinstein, americký filmový producent
- 1953
  - Billy Sheehan, americký baskytarista
  - Lenín Moreno, ekvádorský politik
- 1955 – Bruce Willis, německo-americký herec
- 1956
  - Jegor Gajdar, sovětský a ruský ekonom a politik
  - Chris O'Neilová, australská tenistka
- 1965 – Joseph Kucan, americký herec, představitel Kanea v Command & Conquer
- 1976 – Alessandro Nesta, italský fotbalový obránce
- 1978
  - Lenka, australská zpěvačka-skladatelka
  - Matej Krajčík, slovenský fotbalista
- 1979 – Ivan Ljubičić, chorvatský tenista
- 1980 – Johan Olsson, švédský běžec na lyžích
- 1981 – Kolo Touré, fotbalista z Pobřeží slonoviny
- 1983 – Matthew Joseph Korklan, americký profesionální wrestler
- 1987 – Dmitrij Malyško, ruský biatlonista
- 1989
  - Hannes Aigner, německý vodní slalomář a kajakář
  - Vincent Hancock, americký sportovní střelec
- 1993 – Henry Slade, anglický ragbista
- 1995 – Héctor Bellerín, španělský fotbalista
- 1996 – Barbara Haasová, rakouská tenistka
- 1997 – Rūta Meilutytė, litevská plavkyně

## Úmrtí

### Česko
- 1589 – Pavel Kyrmezer,spisovatel (* cca 1550)
- 1662 – Michael Tamasfi, jezuitský teolog, rektor olomoucké univerzity (* 1600)
- 1811 – František Adam Míča, hudební skladatel (* 11. ledna 1746)
- 1830 – Matěj Josef Sychra, kněz, jazykovědec a spisovatel (* 21. prosince 1776)
- 1833 – Josef Vlastimil Kamarýt, básník a kněz (* 20. ledna 1797)
- 1850 – Vojtěch Jírovec, hudební skladatel (* 20. února 1763)
- 1878 – František Josef Klavík, český podnikatel a politik (* 30. září 1798)
- 1893
  - Čeněk Daněk, inženýr, konstruktér a významný český průmyslník (* 5. dubna 1826)
  - Karel Komzák starší, kapelník a skladatel (* 4. listopadu 1823)
- 1898 – Hugo Toman, právník a historik (* 20. října 1838)
- 1899 – Vilém Bukovský, profesor techniky (* 24. září 1831)
- 1906 – Martin Josef Nováček, dirigent, skladatel a hudební pedagog v zahraničí (* 10. listopadu 1834)
- 1910
  - Leopold Filip Kolowrat-Krakowsky, český šlechtic a politik (* 14. března 1852)
  - Ferdinand Tadra, český historik (* 19. ledna 1844)
- 1914 – Jan Podlipný, pražský advokát a starosta (* 24. srpna 1848)
- 1919 – Anna Cardová Lamblová, učitelka, aktivistka a spisovatelka (* 21. prosince 1836)
- 1921 – František Snopek, církevní historik a archivář (* 25. září 1853)
- 1925 – Vítězslav Janovský, český lékař (* 2. července 1847)
- 1935 – Jaroslav Feyfar, lékař a fotograf (* 3. března 1871)
- 1940 – Adolf Wenig, spisovatel, pedagog a překladatel (* 12. srpna 1874)
- 1941 – Wenzel Feierfeil, československý politik německé národnosti (* 22. února 1868)
- 1954 – Osvald Závodský, velitel komunistické Státní bezpečnosti (* 27. října 1910)
- 1959
  - Kliment Matějka, vojenský kapelník a hudební pedagog (* 6. září 1890)
  - Božena Dapeciová, pedagožka a překladatelka (* 15. listopadu 1884)
- 1963 – František Němec, československý politik, exilový ministr (* 20. května 1898)
- 1967 – Gustav Hilmar, český herec, malíř a sochař (* 30. ledna 1891)
- 1969 – Theodor Schaefer, hudební skladatel a pedagog (* 23. ledna 1904)
- 1970 – František Junek, fotbalista (* 17. ledna 1907)
- 1972
  - Josef Grus, architekt (* 19. října 1893)
  - Karel Bíbr, český architekt, projektant a stavitel (* 1. listopadu 1887)
  - František Klátil, československý politik (* 5. června 1905)
- 1976
  - Cyril Hykel, český sběratel lidové slovesnosti (* 28. listopadu 1896)
  - Luděk Pacák, spisovatel a hudební skladatel (* 20. února 1902)
- 1988 – Jan Buchar, krkonošský lidový vypravěč a spisovatel (* 14. dubna 1895)
- 1999 – Ivan Sedliský, český malíř a grafik (* 14. května 1926)
- 2005 – Josef Brož, československý volejbalový reprezentant (* 24. dubna 1927)
- 2006 – Josef Henke, režisér, scenárista, autor rozhlasových her (* 12. ledna 1933)
- 2007 – Vilém Kocych, malíř a sochař (* 3. prosince 1930)
- 2012 – Bohumír Vedra, český lékař a vědec (* 1. listopadu 1917)
- 2015 – Stanislav Prýl, československý hokejový reprezentant (* 23. listopadu 1942)

### Svět

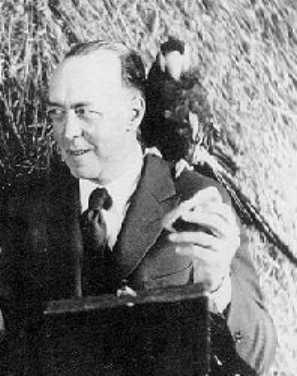
Edgar R. Burroughs († 1950)

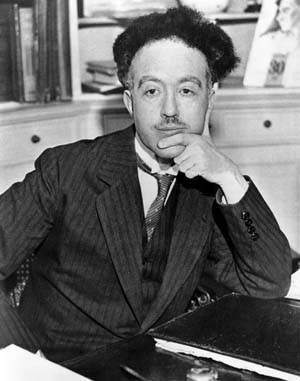
Louis de Broglie († 1987)

Arthur C. Clarke († 2008)

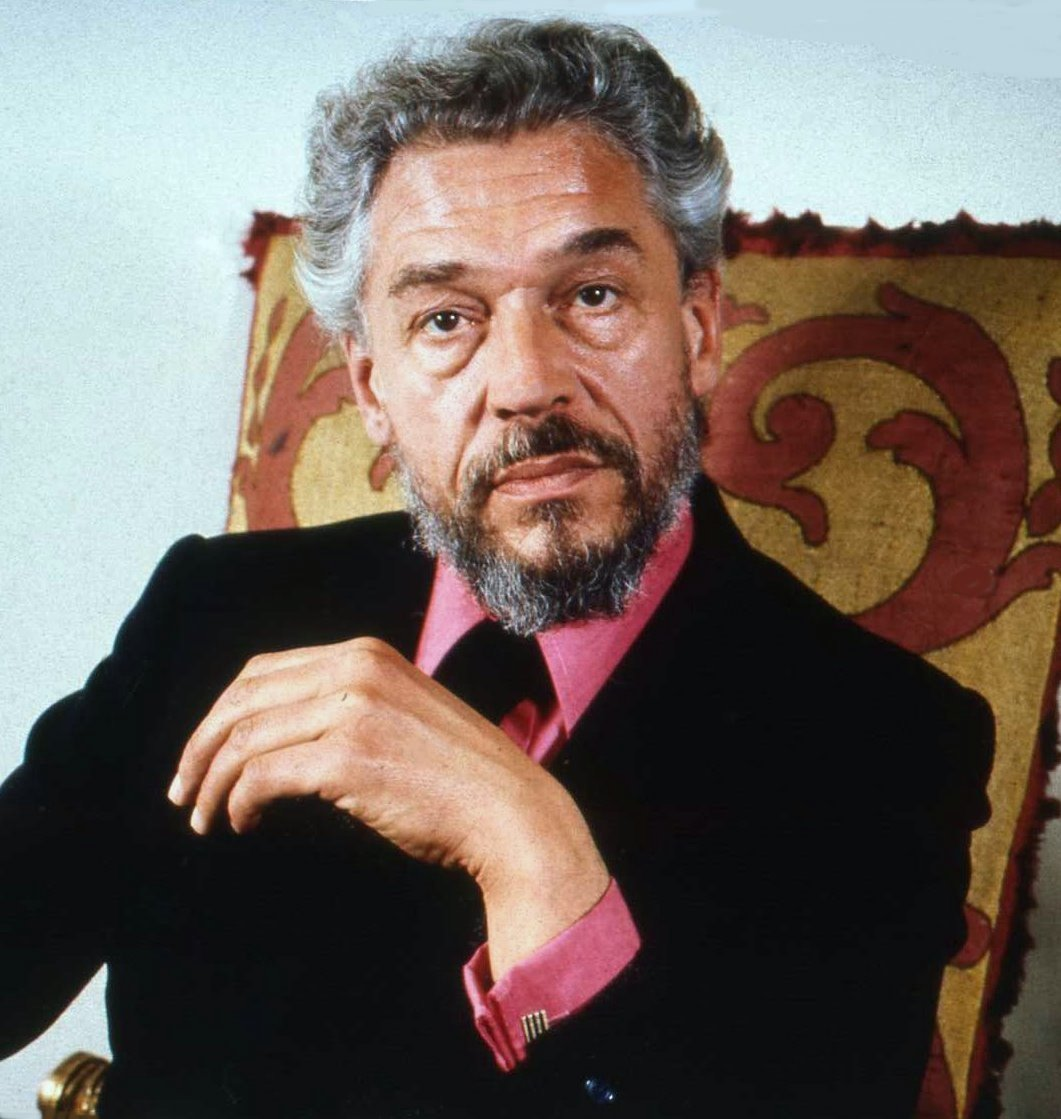
Paul Scofield († 2008)

- 1194 – Roger II. Trencavel, vikomt z Béziers a Carcassonne (* 1149/1150)
- 1286 – Alexandr III. Skotský, král skotský (* 4. září 1241)
- 1305 – Blanka Francouzská (1305) rakouská a štýrská vévodkyně, dcera francouzského krále Filipa III. (* mezi roky 1276 a 1285)
- 1534 – Ayşe Hafsa Sultan, krymská princezna, manželka osmanského sultána Selima I. a matka sultána Sulejmana I. (* 5. prosince 1479)
- 1634 – António de Andrade, portugalský jezuitský misionář (* 1580)
- 1637 – Péter Pázmány, ostřihomský biskup, kardinál, zakladatel univerzity v Trnavě (* 4. října 1570)
- 1687 – René Robert Cavelier de La Salle, francouzský cestovatel (* 22. listopadu 1643)
- 1721 – Klement XI., 243. papež katolické církve (* 23. července 1649)
- 1746 – Anna Leopoldovna, německá šlechtična, ruská regentka (* 18. prosince 1718)
- 1747 – Kateřina Opalinská, manželka polského krále Stanislava I. Leszczyńského (* 13. října 1680)
- 1811 – Antoine-Éléonor-Léon Leclerc de Juigné, francouzský arcibiskup (* 2. listopadu 1728)
- 1834 – Pierre-Auguste Adet, francouzský chemik a diplomat (* 17. května 1763)
- 1862 – Friedrich Wilhelm Schadow, německý romantický malíř (* 17. září 1789)
- 1871 – Wilhelm Karl von Haidinger, rakouský mineralog, geolog, fyzik a optik (* 5. února 1795)
- 1882 – Carl Robert Jakobson, estonský národní buditel, spisovatel a novinář (* 26. července 1841)
- 1884 – Elias Lönnrot, finský spisovatel (* 9. dubna 1802)
- 1887 – Józef Ignacy Kraszewski, polský národní buditel, historik, spisovatel (* 28. července 1812)
- 1897 – Antoine Thomson d'Abbadie, francouzský kartograf a cestovatel (* 3. ledna 1810)
- 1906 – Étienne Carjat, francouzský žurnalista, karikaturista a fotograf (* 28. března 1828)
- 1914 – Giuseppe Mercalli, italský seismolog, vulkanolog (* 21. května 1850)
- 1916 – Vasilij Ivanovič Surikov, ruský malíř (* 24. ledna 1848)
- 1928 – Emil Wiechert, německý fyzik a seismolog (* 26. prosince 1861)
- 1930 – Arthur Balfour, britský premiér (* 25. července 1848)
- 1941 – Matteo Ceirano, italský podnikatel v automobilovém průmyslu (* 1870)
- 1943
  - Frank Nitti, mafián, nástupce Al Capona (* 27. ledna 1888)
  - Anna Smoleńska, polská harcerka a odbojářka (* 28. února 1920)
- 1945 – Willem Jan Aalders, nizozemský reformovaný teolog (* 19. září 1870)
- 1950
  - Walter Haworth, britský chemik, Nobelova cena za chemii (* 19. března 1883)
  - Edgar Rice Burroughs, americký spisovatel (* 1. září 1875)
- 1955
  - Leonid Alexandrovič Govorov, maršál Sovětského svazu (* 22. února 1897)
  - Mihály Károlyi, prezident První Maďarské republiky (* 4. března 1875)
- 1965 – Gheorghe Gheorghiu-Dej, rumunský politik (* 8. listopadu 1901)
- 1974 – Karol Bacílek, první tajemník ÚV KSS, ministr československých vlád (* 12. října 1896)
- 1976 – Paul Kossoff, britský rockový kytarista (* 14. září 1950)
- 1978 – Carlos Torre Repetto, mexický mezinárodní velmistr v šachu (* 23. listopadu 1904)
- 1982 – Randy Rhoads, americký rockový a metalový kytarista. (* 6. prosince 1956)
- 1984
  - Richard Bellman, americký matematik (* 26. srpna 1920)
  - Garry Winogrand, americký fotograf (* 1928)
- 1987 – Louis de Broglie, francouzský kvantový fyzik, nositel Nobelovy ceny (1929) (* 15. srpna 1892)
- 1997 – Willem de Kooning, americký malíř a sochař (* 24. dubna 1904)
- 1998 – Vjačeslav Palman, ruský spisovatel (* 1914)
- 1999 – Jaime Sabines, chiapaský básník (* 25. března 1925)
- 2001 – Gordon Brown, skotský ragbista (* 1. listopadu 1947)
- 2002 – Big John Patton, americký varhaník (* 12. července 1935)
- 2006 – Vytautas Majoras, litevský lidový umělec, sochař (* 23. září 1930)
- 2008
  - Arthur C. Clarke, slavný britský autor vědeckofantastické literatury. (* 16. prosince 1917)
  - Paul Scofield, britský shakespearovský divadelní a filmový herec (* 21. ledna 1922)
  - Philip Jones Griffiths, velšský fotožurnalista (* 18. února 1936)
- 2009 – Gertrud Fussenegger, rakouská spisovatelka (* 8. května 1912)
- 2012 – Gene DeWeese, americký spisovatel (* 31. ledna 1934)
- 2021 – Glynn Lunney, americký inženýr v NASA (* 27. listopadu 1936)

## Svátky

### Česko
- Josef, Josefa, Josefína
- Sibyla

### Svět
- Mezinárodní den invalidů
- Mezinárodní den spánku
- Rusko: Den ponorkového loďstva (День моряка-подводника)
- Španělsko, Itálie, Austrálie: San Jose Day
- Španělsko, Portugalsko, Itálie: Den otců
- Bolívie, Honduras: Den otců
- Kanárské ostrovy: San Jose Day
- Austrálie: Canberra Day
- Finsko: narozeniny Minna Cantha
- Slovensko: Jozef

### Liturgický kalendář
- Sv. Josef
- antické Řecko: Athéna

## Pranostiky

### Česko
- Nenajde-li led Matějova pila, najde Josefova širočina.
- Josefa širočina ničí poslední ledy.
- Svatý Josef přichází na led s pantokem.
- Svatý Josef naštípe dříví a Panna Maria zatopí.
- Svatý Josef sklání bradu, pluje zima dolů s vodou.
- Svatý Josef s tváří milou končí zimu plnou.
- Mráz po svatém Josefu neuškodí květu.
- Je-li na svatého Josefa vítr, potrvá čtvrt roku.
- Na svatého Josefa sníh – urodí se hojně bílého jetele.
- Svatého Josefa vítr z Moravy – bude hodně trávy;
a když z polské strany – bude zrní i slámy.
- Pěkný den na svatého Josefa zvěstuje dobrý rok.
- Na svatého Josefa den když jasný, hospodář čeká rok krásný.
- Na svatého Josefa když jest krásný čas, bude úrodný rok;
prší-li nebo padá sníh, bude mokro a neúroda.
- Je-li na svatého Josefa hezky, urodí se málo obilí.
- Josef s Marií (23. 3.) zimu zaryjí.

| 19. březen v pražském KlementinuÚdaje jsou platné k 8. 7. 2025. | 19. březen v pražském KlementinuÚdaje jsou platné k 8. 7. 2025. | 19. březen v pražském KlementinuÚdaje jsou platné k 8. 7. 2025. |
| minimum                                                         | denní průměr                                                    | maximum                                                         |
| --------------------------------------------------------------- | --------------------------------------------------------------- | --------------------------------------------------------------- |
| −9,1 °C (1865)                                                  | 4,7 °C (od 1961)                                                | 18,6 °C (1884)                                                  |